# هاناساكو إيروها
هاناساكو إيروها (باليابانية: 花咲くいろは، بالروماجي: Hanasaku Iroha)
هي سلسلة مانغا من تأليف P.A.Works رسم إيتو تشيد، نشرت من قبل سكوير إنكس في مجلة غانغان جوكر،  منذ ديسمبر 2010
حتى أكتوبر عام 2012. تم تجمع فصول المانغا في 5 مجلدات تانكوبون. هو أيضا مسلسل أنمي ياباني تلفزيوني من إخراج ماساهيرو أندو، ومن إنتاج استوديو P.A.Works، عرض الأنمي على قناة طوكيو إم إكس في 3 أبريل عام 2011 واستمر عرضه حتى 25 سبتمبر عام 2011، وتكون من 26 حلقة.

## القصة
تدور أحداث القصة عن أوهانا ماتسوماي هي فتاة عمرها 16 عامًا وتعيش في طوكيو، وتُركت في رعاية جدتها، بعد هروب والدتها مع صديقها. وصلت أوهانا إلى منزل جدتها الريفي لتدرك أنها مالكة نزل ينبوع ساخن من فترة تايشو يُدعى كيسويسو. بدأت العمل في في النزل بناءً على طلب جدتها، لكنها وجدت نفسها على خلاف مع العديد من الموظفين والعملاء في النزل. في البداية شعرت بالإحباط، قررت استغلال ظروفها كفرصة لتغيير نفسها نحو الأفضل ولتحسين علاقتها المتدهورة مع موظفي النزل.

## الشخصيات
أوهانا ماتسوماي (باليابانية: 松前 緒花، بالروماجي: Matsumae Ohana)
أداء صوتي: كاناي إيتو
مينكو تسوروغي (باليابانية: 鶴来 民子، بالروماجي: Tsurugi Minko)
أداء صوتي: تشياكي أوميغاوا
ناكو أوشيميزو (باليابانية: 押水 菜子، بالروماجي: Oshimizu Nako)
أداء صوتي: أكي تويوساكي
يوينا واكورا (باليابانية: 和倉 結名، بالروماجي: Wakura Yuina)
أداء صوتي: هاروكا توماتسو
كويتشي تانيمورا (باليابانية: 種村 孝一، بالروماجي: Tanemura Kōichi)
أداء صوتي: يوكي كاجي
سوي شيجيما (باليابانية: 四十万 スイ، بالروماجي: Shijima Sui)
أداء صوتي: تامي كوبوتا، تاكاكو هوندا (أيام طفولة)
توموي واجيما (باليابانية: 輪島 巴، بالروماجي: Wajima Tomoe)
أداء صوتي: ماميكو نوتو
إينشي شيجيما (باليابانية: 四十万 縁، بالروماجي: Shijima Enishi)
أداء صوتي: كينجي هامادا
تورو مياغيشي (باليابانية: 宮岸 徹، بالروماجي: Miyagishi Tōru)
أداء صوتي: جونجي ماجيما
رينجي توغاشي (باليابانية: 富樫 蓮二، بالروماجي: Togashi Renji)
أداء صوتي: تارو ياماغوتشي [الإنجليزية]
تاكاكو كاواجيرو (باليابانية: 川尻 崇子، بالروماجي: Kawajiri Takako)
أداء صوتي: أيومي تسونيماتسو
تارو جيرومارو (باليابانية: 次郎丸 太朗، بالروماجي: Jirōmaru Tarō)
أداء صوتي: جونيتشي سوابي
دينروكو سوكيغاوا (باليابانية: 助川 電六، بالروماجي: Sukegawa Denroku)
أداء صوتي: تشو
ساتسوكي ماتسوماي (باليابانية: 松前 皐月، بالروماجي: Matsumae Satsuki)
أداء صوتي: تاكاكو هوندا، كاناي إيتو (أيام الطفولة)
أياتو ماتسوماي (باليابانية: 松前 綾人، بالروماجي: Matsumae Ayato)
أداء صوتي: ريوتا تاكيوتشي

## وصلات خارجية
- الموقع الرسمي باللغة اليابانية
- هاناساكو إيروها على موقع IMDb (الإنجليزية)
- هاناساكو إيروها على موقع فيلمافينيتي (الإسبانية)
- هاناساكو إيروها على موقع ليتربوكسد (الإنجليزية)
- هاناساكو إيروها على موقع كينوبويسك (الروسية)
- هاناساكو إيروها على موقع قاعدة بيانات الفيلم (الإنجليزية)
- هاناساكو إيروها على موقع ANN anime (الإنجليزية)